# George Town, Bahamas
George Town är en distriktshuvudort i Bahamas.   Den ligger i distriktet Exuma District, i den sydöstra delen av landet, 230 km sydost om huvudstaden Nassau. George Town ligger 15 meter över havet och antalet invånare är 7 314. Den ligger på ön Great Exuma Island.
Terrängen runt George Town är mycket platt. Havet är nära George Town åt nordost. Trakten är glest befolkad. Det finns inga andra samhällen i närheten. 
I omgivningarna runt George Town växer i huvudsak städsegrön lövskog.